# Akumetria
Akumetria – najprostszy sposób badania słuchu, który polega na wymawianiu szeptem, z odległości 4–6 m (człowiek z prawidłowym słuchem słyszy szept z odległości 5-10), w kierunku badanego słów zawierających w przewadze tony wysokie (np. sas, czas, sieć) oraz niskie (np. mur, wór, chów). Zadaniem badanego jest powtórzenie słów, które usłyszał.

## Biblioteka
- Wielka encyklopedia zdrowia. Wojciech Twardosz (red.). T. I: Ab–Az. Poznań: Wydawnictwo HORYZONT, 2002, s. 32. ISBN 83-89242-01-X.

Przeczytaj ostrzeżenie dotyczące informacji medycznych i pokrewnych zamieszczonych w Wikipedii.